# Метод свободных ассоциаций

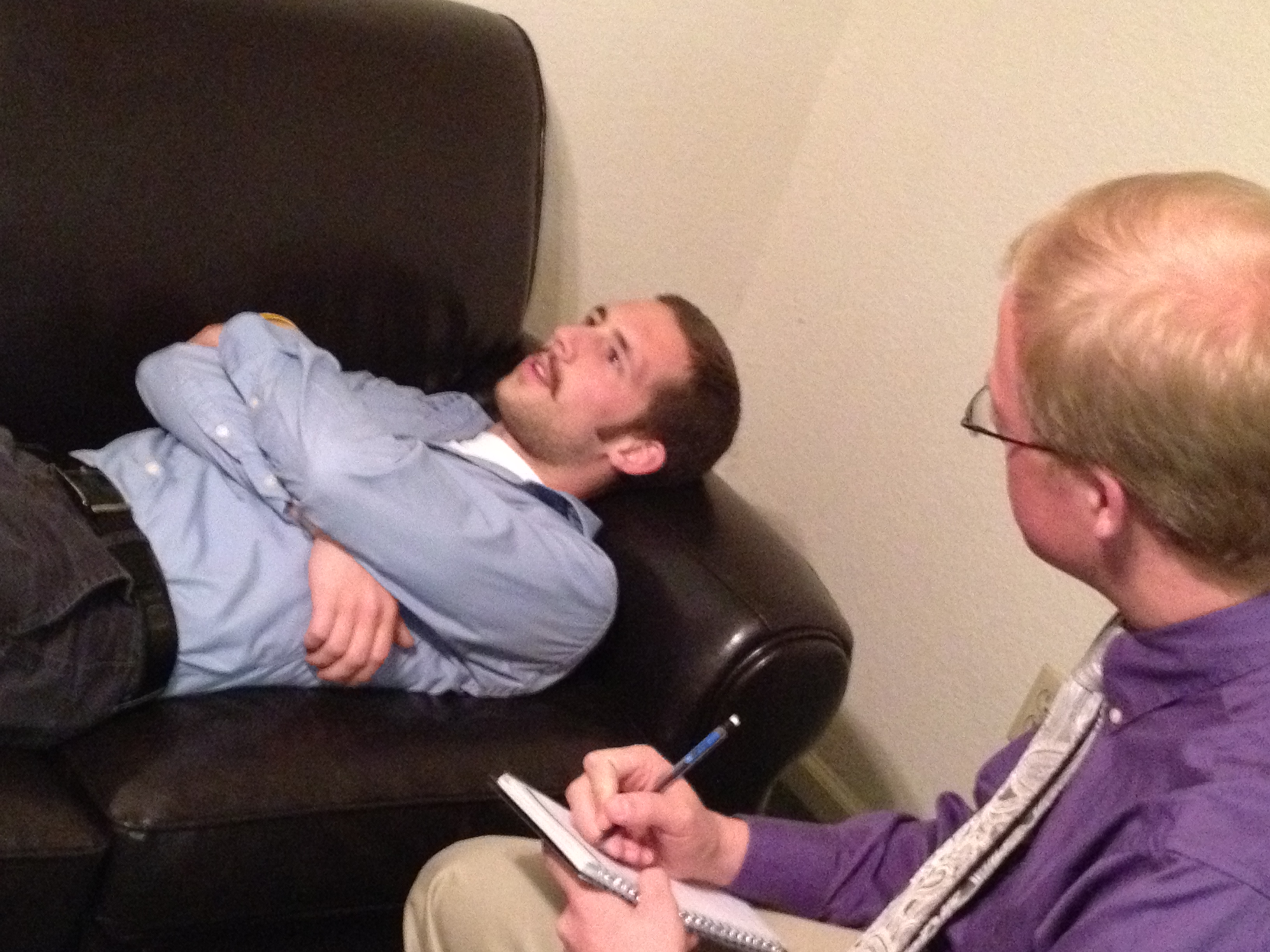

Метод свободных ассоциаций — психоаналитическая процедура изучения бессознательного, в процессе которого индивидуум свободно говорит обо всём, что приходит в голову, невзирая на то, насколько абсурдным или непристойным это может показаться. Один из первых проективных методов. Метод активно используется в психоанализе, психологии, социологии, психиатрии, социальной работе, психолингвистике.
З. Фрейд и его последователи предполагали, что неконтролируемые ассоциации — это символическая или иногда даже прямая проекция внутреннего, часто не осознаваемого, содержания сознания. Это позволяет использовать ассоциативный эксперимент для выявления и описания аффективных комплексов. В контексте такого понимания ассоциаций все проективные методики могут быть классифицированы как разновидность метода свободных ассоциаций.

## История
Сэр Фрэнсис Гальтон первым попробовал провести ассоциативный эксперимент в 1879 году. Он выбрал 75 слов, написал каждое из них на отдельной карточке. Затем он брал карточки по одной и смотрел на них. Он записал возникшие мысли при просмотре для каждого слова из списка, но отказался публиковать результаты. «Они обнажают сущность человеческой мысли с такой удивительной отчетливостью, которую вряд ли удастся сохранить, если опубликовать их».

## Метод в психоанализе
Основное правило психоанализа — инструкция, которая дается пациенту для осуществления психоанализа: «говорить всё, что приходит в голову». В этой инструкции подчеркивается необходимость избегать какой-либо «фильтрации» высказываний, даже если возникающие мысли кажутся нелепыми, неважными, не относящимися к теме обсуждения, и даже если они способны вызвать чувство неловкости или стыда. Исполнение основного аналитического правила нередко вызывает сопротивление ввиду непривычности ситуации (незаданность темы, отсутствие видимой поддержки собеседника, требование правдивости в раскрытии возникающих мыслей), а также в силу специфических сопротивлений аналитическому процессу. Однако эти затруднения преодолимы — посредством повторяемой пациентом практики и с помощью специальных психоаналитических методов (проработки сопротивлений).
В строгом смысле, все остальные правила — оплата сеансов, 50-минутная длительность, лежание на кушетке — являются факультативными, а не обязательными условиями проведения психоанализа. Известны случаи, когда Зигмунд Фрейд не только работал со своими анализантами бесплатно, но и ссуживал им некоторые суммы на текущие расходы. Своим ученикам он рекомендовал хотя бы одного пациента лечить бесплатно, с тем, чтобы не коммерциализировать психоанализ.
Наиболее ревностно основное правило психоанализа поддерживается Жаком Лаканом, который в своей лекции от 15 апреля 1964 заявил, что субъект является эффектом, производимым на него речью, поэтому и в основании его клиники лежит работа со словом.
Лакан также отказался от стандартного 50-минутного сеанса, полагая, что время является важным терапевтическим механизмом и каждому анализанту для проработки требуется разное количество времени, поэтому продолжительность сеанса может колебаться от нескольких минут до нескольких часов.
Аналитик использует метод для изучения основных психоаналитических процессов — проекции, переноса и сопротивления.
Согласно Фрейду, свободные ассоциации на самом деле не «свободные», а направляются неосознанным процессом. Сознание «пропускает» этот неосознанный материал, поскольку он идёт в символической форме. В расслабленном состоянии у клиента вытесненный материал с помощью свободных ассоциаций постепенно всплывает на поверхность сознания, при этом освобождается психическая энергия и лучше понимаются неосознанные конфликты личности, что в целом ведёт к повышению адаптивности личности.

## Критика
По мнению сторонников когнитивной терапии (Аарон Бек и др.), классические психоаналитические техники, такие как, в частности, метод свободных ассоциаций, не применимы в работе с пациентами, страдающими депрессией, поскольку последние при этом «ещё больше погружаются в трясину своих негативных мыслей».